# Pandemia de COVID-19 en Jordania
La pandemia COVID-19 en Jordania se produce como parte regional del mundial brote de la enfermedad respiratoria COVID-19 y se basa en las infecciones con el SARS-CoV-2 del virus del coronavirus familia, que apareció a finales de 2019. La pandemia de COVID-19 se ha extendido desde China desde diciembre de 2019. El 11 de marzo de 2020, la Organización Mundial de la Salud (OMS) clasificó el brote del nuevo coronavirus como una pandemia.
Hasta el 20 de febrero de 2022, se contabiliza la cifra de 1,570,907 casos confirmados, 13,682 fallecidos y 1,392,833 recuperados del virus.

## Cronología
El 2 de marzo de 2020, se confirmó el primer caso de COVID-19 en Jordania. Este caso apareció por primera vez en los informes de situación de la OMS el 3 de marzo. Marzo de 2020 en adelante.
El 21 de marzo de 2020 hubo más de 100 y el 7 de mayo más de 500 infectados. El 17 junio se informó el milésimo infectado. A mediados de julio de 2020, solo había dos veces más de 30 personas infectadas en un día. Hasta el 25 de mayo de 2020, murieron 9 personas con diagnóstico de Covid-19. En el mes y medio siguiente solo hubo una muerte.

## Estadísticas
El número de casos desarrollados durante la pandemia de COVID-19 en Jordania de la siguiente manera:

### Estado actual

Número de casos (azul) and muertes (rojo) en escala logarítmica.